# Herminia tarsicrinalis
Herminia tarsicrinalis là một loài bướm đêm thuộc họ Noctuidae. Loài này được tìm thấy ở châu Âu.
Sải cánh dài 28–32 mm. The moths gặp ở tháng 6 đến tháng 7 tùy theo địa điểm.
Ấu trùng ăn withered leaves.

## Hình ảnh

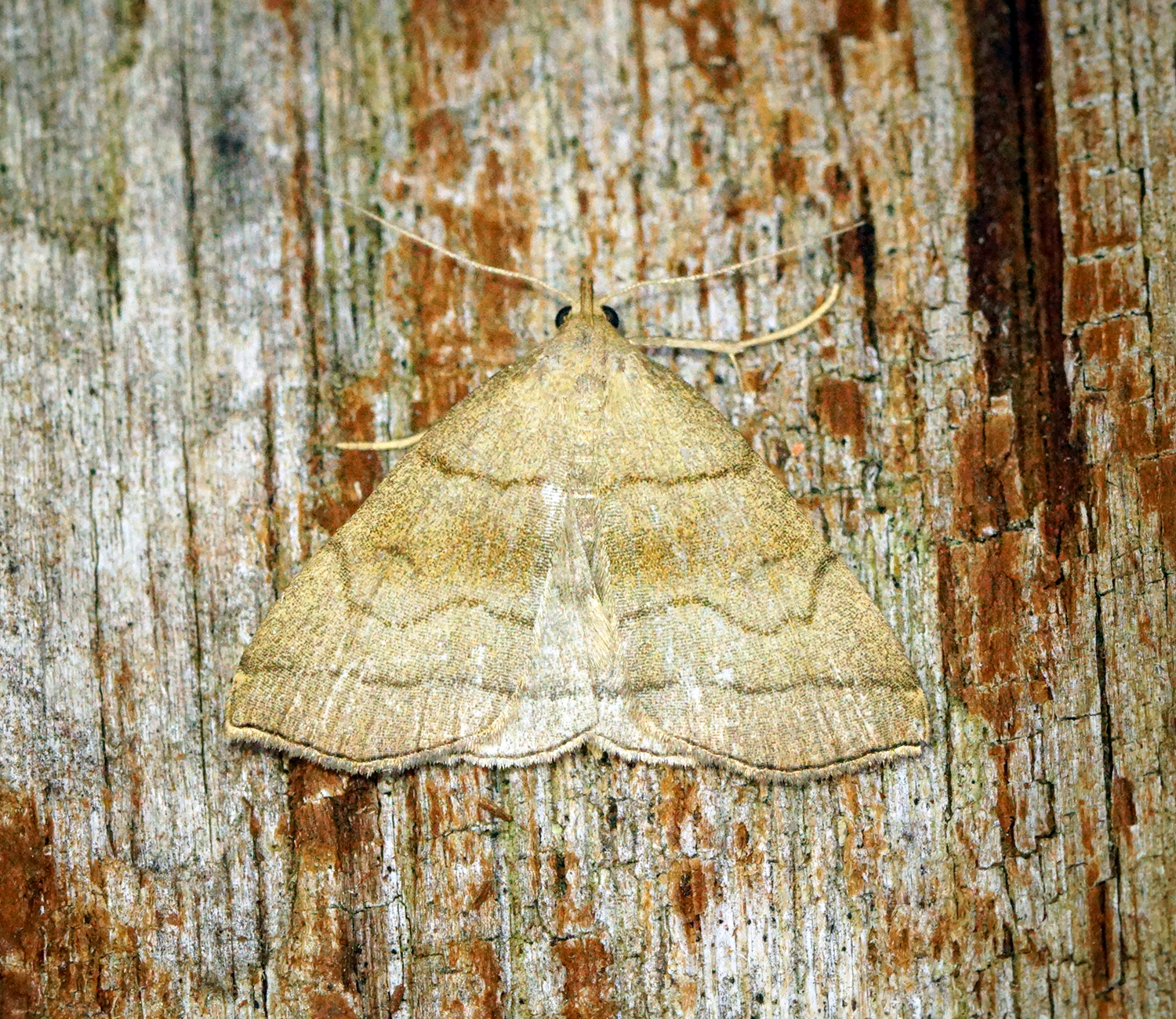
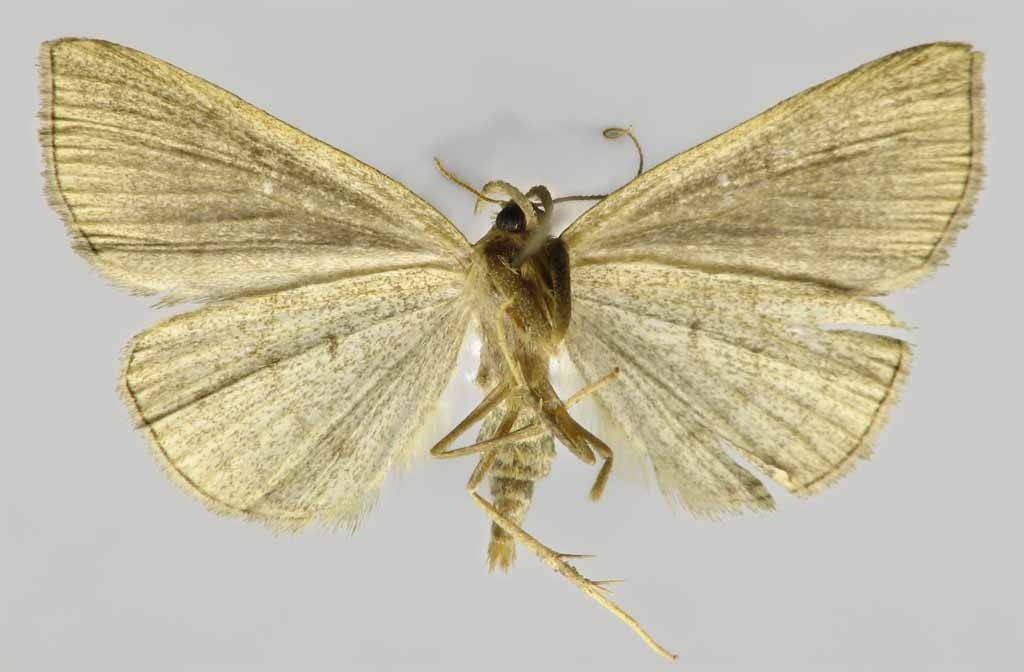